# ウォークラフト (映画)
『ウォークラフト』（Warcraft, またはWarcraft: The Beginning）は、ダンカン・ジョーンズ監督・脚本、チャールズ・リーヴィット脚本による2016年のアメリカ合衆国のファンタジー映画である。出演はトラヴィス・フィメル、ポーラ・パットン、ベン・フォスター、ドミニク・クーパー、トビー・ケベル、ベン・シュネッツァー、ロブ・カジンスキー、ダニエル・ウーであり、同名のコンピュータゲームを原作としたこの映画は人間とオークの出会いが描かれる。映画企画はレジェンダリー・ピクチャーズとゲーム開発元のブリザード・エンターテイメントのプロジェクト・パートナーシップとして2006年に初めて発表された。
アメリカ合衆国では2016年6月6日にロサンゼルスでプレミア上映された後、6月10日よりユニバーサル・ピクチャーズ配給で封切られた。批評家の反応は芳しくなかったものの、世界興行収入は4億1300万ドルを超え、『プリンス・オブ・ペルシャ/時間の砂』を抜いて歴代で最も売れたゲーム原作映画となった。

## キャスト
※括弧内は日本語吹替
- アンドゥイン・ローサー - トラヴィス・フィメル（土田大）

人間。ストームウィンドの騎士。
- ガローナ・ハルフォーセン - ポーラ・パットン（小松由佳）

戦争に巻き込まれる半オーク。
- メディヴ - ベン・フォスター（桐本拓哉）

恐るべき魔力を振るう神秘的で陰的なアゼロスの守護者。
- レイン・リン王 - ドミニク・クーパー（坂詰貴之）

アゼロスの王。
- デュロタン - トビー・ケベル（楠大典）

フロストウルフ氏族の高貴なオークの族長。彼は、グルダン率いる軍団の世界の破壊から一族と残りの反逆者のオークを救うために戦う。
- カドガー - ベン・シュネッツァー（遠藤純平）

才能のある若い魔術師。
- オーグリム・ドゥームハンマー - ロブ・カジンスキー（乃村健次）

デュロタンの親友で、フロストウルフ氏族の副司令官。
- ブラックハンド - クランシー・ブラウン（木村雅史）

ブラックロック氏族の部族長で、グルダンの部下。
- グルダン - ダニエル・ウー

強力なフェル魔法を使い、権力への貪欲な欲求に駆り立てられているホードの創設者兼リーダーである邪悪なオークのウォーロック。
- タリア - ルース・ネッガ（うえだ星子）

レイン王の妻。なお、タリアは原作には登場していない。
- ドラカ - アンナ・ギャルヴィン（英語版）
- モローズ - カラム・キース・レニー
- カラン - バークリー・ダフィールド（英語版）
- カロス - ライアン・ロビンズ（英語版）
- ヴァリス / ケージド・フロストウルフ - ディーン・レッドマン（英語版）
- ペオン - テリー・ノタリー（英語版）
- マグニ・ブロンズビアード王 - マイケル・アダムスウェイト（英語版）（後藤光祐）

アイアンフォージのドワーフの王。
- アローディ - グレン・クローズ（クレジットなし）[11][12]

この他にもブリザード・エンターテイメント副社長のクリス・メッツェンがカメオ出演している。

## 製作

### 企画
プロジェクトは2006年5月に公式告知され、当初は『Warcraft: Orcs and Humans』の時代が舞台になると予定されていた。しかしながらこの設定はブリザード側が『ロード・オブ・ザ・リング』と非常に類似していると感じたために却下された。また当初は2009年公開を予定していたが後に2011年に延期され、さらに2011年のコミコンにて依然として「トリートメント段階」と発表された。
監督にはウーヴェ・ボルが興味を示したが、ブリザード側が「我々は特に、あなたにだけは絶対に権利を売らないだろう。それはこれだけ大成功したオンラインゲームなので、悪い映画になったら我が社の継続的な収益を損なうだろう」と主張し、拒否した。その後サム・ライミが監督に決定したが降板し、2013年1月に新たにダンカン・ジョーンズが抜擢された。就任してすぐにジョーンズは脚本への不満をあらわにし、「人間が善玉でオークが悪玉という古いファンタジー」であると述べた。ブリザードの了承（ストーリーの変更を期待していた）を得たジョーンズは「フィフティ・フィフティ」にストーリーを変えた。ジョーンズはまた製作中に個人的な問題に直面しており、彼が引き継いだ直後に妻が乳癌と診断され、製作後半頃に父のデヴィッド・ボウイが癌で亡くなった。ジョーンズが『ニューヨーク・タイムズ』で「私の映画は癌で始まって終わった」と総括している。2013年7月にコミコン・インターナショナルでコンセプトトレイラーが上映され、人間とオークの戦闘が描かれた。

### キャスティング

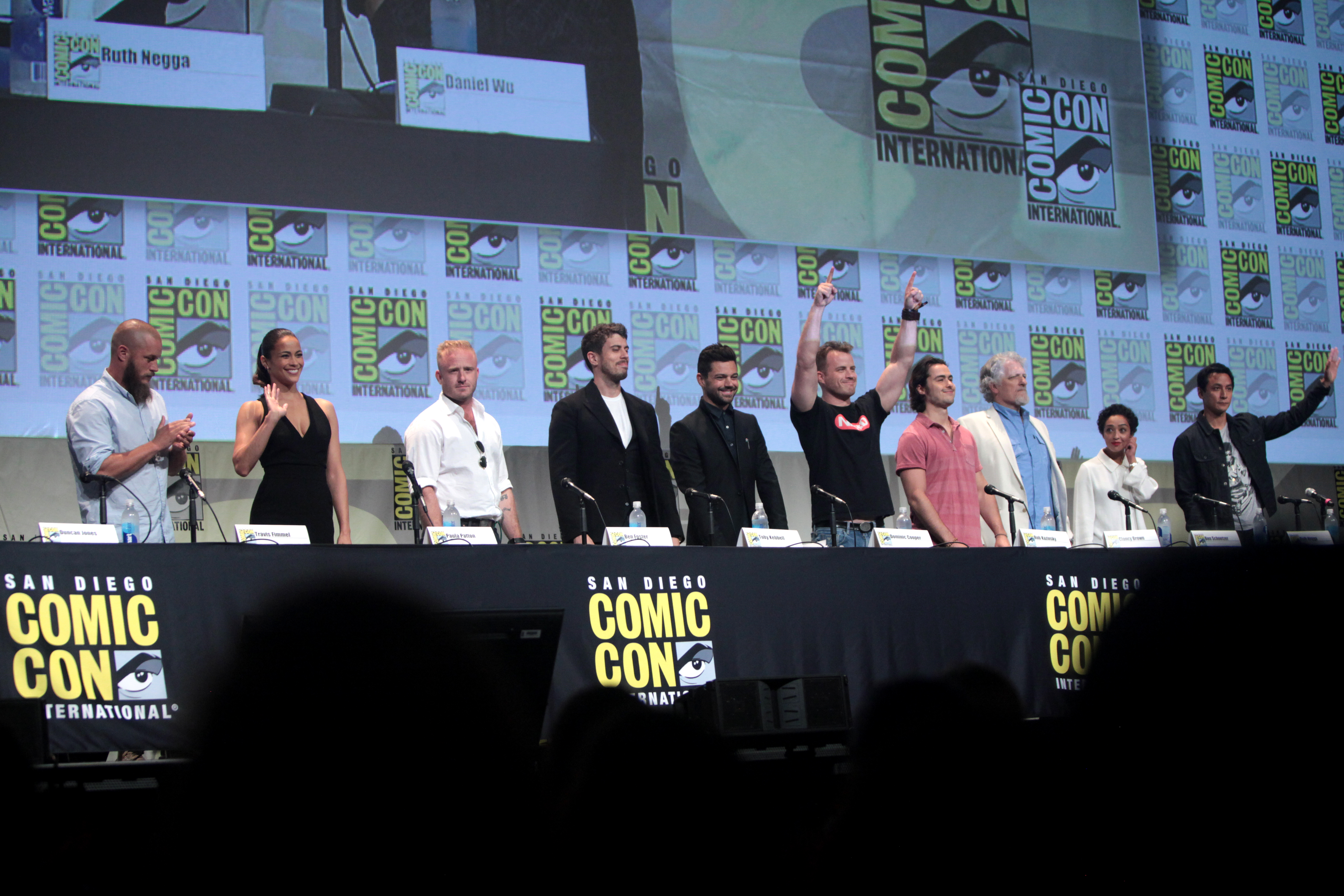
2015年コミコン・インターナショナルでのスタッフ・キャスト

2013年9月23日、ポール・ダノ、トラヴィス・フィメル、アンソン・マウント、アントン・イェルチンが主役の最終候補に挙がっていることが報じられ、2013年10月にフィメルに決定したことが発表された。2013年12月4日、フィメルの他、ベン・フォスター、ポーラ・パットン、ドミニク・クーパー、トビー・ケベル、ロバート・カジンスキーらメインキャストが発表された。同年12月14日、ユニバーサルはさらにダニエル・ウーとクランシー・ブラウンの参加を発表した。2014年3月上旬、新人のバークリー・ダフィールドがキャストに加わった。

### 撮影
主要撮影は2014年1月13日に始まり、2014年5月23日に完了した。撮影は主にバンクーバーで行われた。ポストプロダクションは20ヶ月に及んだ。

### 音楽
2014年10月、ジョーンズとレジェンダリーはラミン・ジャヴァディの起用を発表した。

## 公開
『ウォークラフト』は当初は2015年12月18日公開を予定していたが、『スター・ウォーズ/フォースの覚醒』と同日公開となることが判明すると2016年に延期された。プレミア上映は2016年6月6日にロサンゼルスのTCL・チャイニーズ・シアターで行われた。2016年5月30日にイギリス、6月10日に北アメリカ、6月16日にオーストラリアで封切られた。

## 評価

### 興行収入
『ウォークラフト』は2016年7月1日までに北アメリカで4390万ドル、それ以外の国々で3億6830万ドル、全世界で合計4億1358万ドルを売り上げている。『ハリウッド・リポーター』によると4億5000万ドルが損益分岐点である。世界興行収入は『プリンス・オブ・ペルシャ 時間の砂』（3億3515万ドル）を超えてテレビゲーム原作の映画史上最高の売り上げとなっており、テレビゲーム原作映画で4億ドル以上を売り上げた唯一の作品である。また6月8日水曜に880箇所のIMAXスクリーンで封切られ、1380万ドルを売り上げている。

#### 北アメリカ
アメリカ合衆国及びカナダでは『死霊館 エンフィールド事件』や『グランド・イリュージョン 見破られたトリック』と同じ2016年6月10日に封切られ、事前予想では週末3日間で2500万ドルと書かれていた。また『バラエティ』は公開前のレビューが芳しく、さらに前週公開の『ミュータント・ニンジャ・タートルズ: 影』と競合することから、興行での苦戦を予想した。『ウォークラフト』は木曜深夜上映で2632館で約310万ドル、初日で約1070万ドルを売り上げた。週末3日間では約2420万ドルを売り上げ、『死霊館 エンフィールド事件』（約4010万ドル）に次いで初登場2位となった。翌週末には約70%下落して約720万ドルの売り上げとなった。

#### 北アメリカ以外
『ウォークラフト』は2016年6月から8月にかけて計65カ国での封切りが予定されており、北アメリカ以上の成績が期待されていた。フランス、ドイツ、ロシアを含む20カ国では北アメリカより2週間早い2016年5月29日週末に封切られ、初週末に2000万ドル以上売り上げると予想された。国際市場では『アリス・イン・ワンダーランド/時間の旅』、『X-MEN:アポカリプス』、『ミュータント・ニンジャ・タートルズ: 影』、『死霊館 エンフィールド事件』、『ファインディング・ドリー』と競合し、またヨーロッパ諸国ではUEFA EURO 2016の開催時期と被った。5月26日木曜に11市場で封切られ、930万ドルを売り上げた。5月27日金曜には累計で1630万ドルに達した。初週末では20市場で3170万ドルを売り上げ、そのうち210万ドルは73箇所のIMAXスクリーンでの上映分であった。翌週末には28市場で2950万ドルを売り上げ、そのうち180万ドルはIMAXスクリーンでの上映分であった。第3週末には中国で封切られ、1億8580万ドルを売り上げた。

### 批評家の反応
レビューアグリゲーターのRotten Tomatoesでは171件の批評家レビューで支持率は28%、平均点は4.4/10とされた。またMetacriticでの加重平均値は40件のレビューで32/100となった。